# Анджело Якіно
Анджело Якіно (італ. Angelo Iachino; 4 квітня 1889, Санремо, Королівство Італія — 3 грудня 1976, Рим, Італія) — італійський військовий діяч і флотоводець, адмірал флоту (1943) Королівських військово-морських сил Італії та Військово-морських сил Республіки, учасник Першої та Другої світових воєн.

## Ранні роки
Анджело Якіно народився 4 квітня 1889 року у Санремо, що в регіоні Лігурії, у родині звичайного вчителя середньої школи. Закінчивши навчання в школі, він вступив до Військово-морської академії Ліворно у 1904 році, тим самим розпочавши кар'єру моряка. У 1907 році Якіно завершив академію та отримав своє перше призначення на флот. 
У 1911 році молодий Якіно відправився до Лівії, де з часом брав участь у війні з Османською імперією. 
На момент вступу Італії у Першу світову війну на боці Антанти, старший лейтенант Якіно проходив службу на лінкорі «Джуліо Чезаре». У липні 1917 року він був призначений командиром міноносця «66 PN», очолюючи який відзначився в серії морських боїв проти австрійців і німців. У ніч з 31 жовтня на 1 листопада 1918 року брав участь в спеціальній операції, коли два італійські бойові плавці Рафаеллі Роззетті і Рафаеллі Паолучі прикріпили до корпусу австрійського лінкора «Вірібус Унітіс» 8-метрову магнітну міну Rossetti, від вибуху якої корабель затонув. Під час операції загинуло близько 400 матросів та офіцерів ворога, у тому числі командувач австрійським флотом.

## Між світовими війнами
Після завершення Першої світової війни продовжив службу в королівському флоті. З 1923 до 1928 року він служив військово-морським аташе посольства Італії в Тяньцзіні (Китай). У 1928 році Якіно прийняв командування канонерським човном «Ermanno Carlotto», а згодом був призначений командиром крейсера «Армандо Діац». 17 серпня 1936 року Якіно було присвоєно звання контрадмірала, а вже 1 січня 1938 року він став дивізійним адміралом. За часів війни в Іспанії Анджело очолював дві легкі групи надводних сил. 
У квітні 1939 року брав участь в окупації Італією Албанії, командуючи 1-м дивізіоном крейсерів. 

## Друга світова війна та смерть
1 липня 1939 року Якіно очолив Військово-морську академію Ліворно, а вже у 1940 році отримав під своє командування 2-у ескадру надводних сил, в якій були найновіші італійські важкі крейсери.
27 листопада 1940 року адмірал ескадри вів свою ескадру у битві біля мису Спартівенто.
9 грудня 1940 року він змінив Ініго Кампйоні на посаді командувача усіма надводними силами Королівських ВМС Італії. 9 лютого 1941 року він намагався наздогнати групу британських літаків, які здійснювали бомбардування Генуї, проте марно. 
Після битви біля мису Матапан, коли ескадра Італійського флоту втратила у результаті сутички з британським флотом 5 італійських кораблів, серед яких 3 важких крейсери та 2 есмінці були потоплені, а лінкор «Вітторіо Венето» отримав великі пошкодження, на адмірала Якіно опустилася хвиля звинувачень у некомпетентності та неспроможності керувати військово-морськими силами.
У квітні та липні 1941 року він очолював спроби італійського флоту переходити британські конвої, що прямували на Мальту. В обох битвах у затоці Сидра Якіно не зміг завдати великих втрат ворогу, адже, боячись повторити помилки Матапану, він не атакував британців занадто завзято, хоча й мав значну чисельну перевагу. Натомість операція «Вігорос» стала тріумфом адмірала, коли він, перебуваючи у більш скрутному,  порівняно з союзниками, становищі, зміг повністю блокувати ворожий конвой та завдати силам Сомервілля нищівних втрат.  
5 квітня 1943 року Анджело Якіно був відсторонений від виконання обов'язків командувача надводним флотом Італії. На цій посаді його змінив Карло Бергаміні.
6 квітня 1943 року Якіно отримав звання адмірала флоту і продовжив службу на другорядних посадах в італійських збройних силах. Після капітуляції Італії у війні у вересні 1943 року він залишився вірним присязі і не перейшов на бік фашистів. Після завершення Другої світової війни продовжував військову службу до 1954 року, коли остаточно вийшов у відставку.
Займався громадською діяльністю, публікував спогади про події світової війни на Середземномор'ї.
3 грудня 1976 року адмірал Анджело Якіно помер у Римі у віці 87 років.